# San Diego Open 1985
Il San Diego Open 1985 è stato un torneo di tennis giocato sul cemento. 
È stata la 7ª edizione del torneo di San Diego, che fa parte Virginia Slims World Championship Series 1985.
Si è giocato a San Diego negli USA dal 22 al 28 aprile 1985.

## Campionesse

### Singolare
Annabel Croft ha battuto in finale  Wendy Turnbull con il punteggio di 6–0, 7–6(5).

### Doppio
Candy Reynolds /  Wendy Turnbull hanno battuto in finale  Rosalyn Fairbank /  Susan Leo con il punteggio di 6–4, 6–0.